# 日本歴史修正協議会
日本歴史修正協議会（にほんれきししゅうせいきょうぎかい）は、「自虐史観（東京裁判史観）」の修正を目的に、1994年（平成6年）から2008年（平成20年）まで存在した国民運動。歴史家・田中正明の弟子たちが中心となって、運営していた。

## 概要
講演会やシンポジウムの開催、オリジナルのセミナービデオやブックレットの頒布など、歴史認識問題及び安全保障問題を中心に主に学術的啓蒙活動を行なっていた。
産経新聞社の全面的なバックアップを受け、日本会議や同台経済懇話会などとも連携していた。
1997年（平成9年）11月には同台経済懇話会が京都霊山護国神社に建立した「パール博士顕彰碑」の建立記念講演会を主催した。
「新しい歴史教科書をつくる会」の先駆的存在であるが、主な活動範囲は関西圏と東京に限定されていた模様で、最盛期の会員数は500名前後であったと公表されている。
2008年（平成20年）1月に解散した。

### 会長
田中の弟子が交替で務めた。
- 初代 - 鈴村彰英（1994 – 1996年）
- 2代 - 深田匠（1996 – 2006年）
- 3代 - 林邦臣（2006 – 2008年）

### 顧問
田中のほか、小田村四郎、中村粲、名越二荒之助、清水馨八郎、冨士信夫、板垣正その他の田中人脈の有識者が名を連ねていた。

## 主な発行物

### 書籍
- 田中正明 『田中正明評論集　新しい歴史観の夜明け』
- 深田匠 『暁か黄昏か』 （販売元・展転社 ）2003年 ISBN 4886562353

### ビデオ
- 『教科書が教えない歴史観』 全6巻
- 『新・教科書が教えない歴史観』 全6巻
- 『徹底検証！北朝鮮VS日本』 全1巻
- 『徹底検証！ロシアVS日本』 全1巻
- 『徹底検証！中国VS日本』 全1巻

### カセットテープ
- 『田中正明＆小室直樹対談録　パール判事と大東亜戦争』
- 『板垣正参議院議員が語る「いま政治は何をなすべきか」』
- 『シンポジウム「極東有事」・どうなる日本の安全保障！』
- 『シンポジウム「極東有事」・北朝鮮クライシス！どうする日本？』